# 2MASS J03164512-2848521
2MASS J03164512-2848521 ist ein Brauner Zwerg im Sternbild Fornax. Er wurde 2003 von Kelle L. Cruz et al. entdeckt. Er gehört der Spektralklasse L0 an.